# Mario Fazio
Mario Fazio (né le 26 juin 1919 à Catane en Sicile et mort le 14 novembre 1983 dans la même ville) est un coureur cycliste italien, professionnel de 1941 à 1953. Lors du Tour d'Italie 1949, il gagne la première étape et revêt le maillot rose à l'issue de cette dernière, puis lors des septième et huitième étapes.

## Palmarès
- 1939
  - 3e de la Coppa Caivano
- 1943
  - Tour de Romagne
- 1944
  - Coppa Caldirola
- 1945
  - 2e étape du Tour de la province de Reggio de Calabre
  - 2e du Tour de la province de Reggio de Calabre
  - 3e du Trophée Baracchi
- 1947
  - Circuito dos Campeões
- 1948
  - Circuit de la Vienne
  - Tour de Lorraine
  - Tour du Calvados
  - 3e de Paris-Brest-Paris
- 1949
  - Circuit de Malveira
  - 10e et 14eb étapes du Tour du Portugal
  - 1re étape du Tour d'Italie
- 1950
  - 4e et 12e étape du Tour du Portugal
  - 10e étape du Tour d'Italie
  - 2e du Tour du Portugal
- 1952 
  - 7e et 15e étape du Tour du Portugal

## Résultats sur les grands tours

### Tour de France
- 1948 : hors délai lors de la 1re étape

### Tour d'Italie
5 participations
- 1946 : 20e
- 1947 : 31e
- 1949 : 11e, vainqueur d'étape,  maillot rose pendant trois jours
- 1950 : 47e, vainqueur d'étape
- 1951 : 67e